# تالانولا
تالانولا (به لاتین: Talanwela) یک منطقهٔ مسکونی در سری‌لانکا است که در استان جنوبی (سری‌لانکا) واقع شده‌است.